# Miho Fukumoto
Miho Fukumoto (en japonés: 福元 美穂) (Prefectura de Kagoshima, Japón; 2 de octubre de 1983) es una futbolista japonesa. Juega como portera y su equipo actual es el Okayama Yunogo Belle de la Nadeshiko League de Japón.

## Clubes
| Club                 | País  | Año    |
| -------------------- | ----- | ------ |
| Okayama Yunogo Belle | Japón | 2003 - |

## Palmarés

### Campeonatos internacionales
| Título            | Equipo             | Sede     | Año  |
| ----------------- | ------------------ | -------- | ---- |
| Mundial de Fútbol | Selección de Japón | Alemania | 2011 |
| Juegos Olímpicos  | Selección de Japón | Londres  | 2012 |
| Copa de Asia      | Selección de Japón | Vietnam  | 2014 |